# Journal of Avian Biology
Journal of Avian Biology — двомісячний оглядовий науковий журнал з питань орнітології, що публікується Wiley-Blackwell на паях із Nordic Society Oikos. Відповідальні редактори Thomas Alerstam і Jan-Åke Nilsson. Журнал почав публікуватися в 1970 р. під назвою Ornis Scandinavica і виходив щоквартально. Свою нинішню назву одержав у 1994 р. і з 2004 р. став виходити у світ кожні два місяці.
За даними Journal Citation Reports, у 2015 р. журнал мав impact factor 2.192, що означає перше місце серед 24 журналів у категорії «Орнітологія».

## Ресурси Інтернету
- Офіційний сайт